# Maria Bernarda Bütler
Maria Bernarda Bütler, geboren Verena Bütler (Auw, 28 mei 1848 - Cartagena, 19 mei 1924), was een Zwitsers geestelijke, missionaris en ordestichter en is een heilige van de Rooms-Katholieke Kerk.

## Biografie
Verena Bütler trad in 1867 toe tot de kapucijner kloostergemeenschap van Maria Hilf in Altstätten. Zij nam de naam Maria Bernarda aan en werd in 1880 abdis van de abdij. In 1888 trok ze met zes medezusters naar Ecuador waar zij zich met onderwijs en ziekenzorg bezighielden. In 1895 vluchtten zij naar het Colombiaanse Cartagena omdat katholieken in Ecuador werden vervolgd. Daar richtte Maria Bernarda de Franciskaner Missie-Congregatie Maria Hilf op, die in 1938 door paus Pius XI werd erkend.

## Heilige
Op 29 oktober 1995 werd zij door paus Johannes Paulus II zalig verklaard, na een proces dat in 1948 was begonnen. Op 12 oktober 2008 verklaarde paus Benedictus XVI haar heilig. Zij is de enige Zwitserse heilige die leefde in de moderne tijd. Volgens een Vaticaans decreet uit 2007 genas in Cartagena een Colombiaanse arts op medisch onverklaarbare wijze van een longziekte, op voorspraak van Maria Bernarda. Daarmee was voldaan aan het vereiste dat aan een kandidaat-heilige een wonder moet kunnen worden toegeschreven. Haar feestdag is op 19 mei.
- Gemeinsame Normdatei: 119316307
- Historisch woordenboek van Zwitserland: 009744
- International Standard Name Identifier: 0000 0003 9710 9207
- Virtual International Authority File: 292194682
- WorldCat: E39PBJfh4pcwcD69DqF9mwB3wC